# 杉内寿子
杉內壽子（原姓本田，1927年3月6日—），日本棋院職業圍棋榮譽九段，杉內雅男九段之妻，師從喜多文子，妹妹有本田幸子、楠光子，皆是職業八段圍棋棋手。
壽子在2004年之前成為日本棋院棋士會會長（從1988年開始），也是女流棋士會會長。
杉內壽子和雅男是最年長的圍棋夫婦，在雅男2017年離世前是在日本棋院為第一和第二最年長的圍棋棋士，而壽子在退役前以98歲成為圍棋最年長現役棋士之外，也創造最年長的正式對戰記錄。此外在96歲時贏橫田日菜乃創造最年長女性正式職業圍棋對戰勝利的記錄之外，以83歲7個月的差距對戰柳原咲輝（當時12歲，杉內以健康為由不戰而敗）、82歲8個月的差距對戰張心治（當時14歲）成為年齡差距最大的正式圍棋對戰記錄。
杉內以體力問題為由在2025年8月20日退役後，於21日被頒發榮譽九段。為日本圍棋第一位女流九段。